# سولا (کومبیسیری)
سولا شهری در شهرستان کومبیسیری در استان بازگا در بورکینافاسوی مرکزی است و جمعیت آن ۵۴۹ نفر است.